# Naruki Takahashi
Naruki Takahashi (japanisch 高橋 成樹 Takahashi Naruki; * 17. Dezember 1998 der Präfektur Yamagata) ist ein ehemaliger japanischer Fußballspieler.

## Karriere
Naruki Takahashi erlernte das Fußballspielen in den Jugendmannschaften vom Kaminoyama Chameleon FC und Montedio Yamagata. Bei Montedio unterschrieb er am 1. Februar 2017 seinen ersten Profivertrag. Der Verein, der in der Präfektur Yamagata beheimatet ist, spielte in der zweiten japanischen Liga. Die Saison 2018 wurde er an das Japan Soccer College ausgeliehen. 2019 spielte er ebenfalls auf Leihbasis bei Albirex Niigata (Singapur). Der Verein, der in der ersten singapurischen Liga, der Singapore Premier League, spielte, ist ein Ableger des japanischen Zweitligisten Albirex Niigata. Für Albirex absolvierte er 21 Erstligaspiele. Nach Vertragsende bei Yamagata ging er nach Australien, wo er sich dem unterklassigen Verein Box Hill United SC aus dem Melbourner Vorort Box Hill anschloss. Am 1. Februar 2021 beendete er seine Karriere als Fußballspieler.